# Иванова, Виктория Николаевна
Викто́рия Никола́евна Ивано́ва (23 сентября 1924, Москва — 1 февраля 2002, Москва) — советская и российская камерная певица (лирическое сопрано). Заслуженная артистка РСФСР (1973).

## Биография
Виктория Иванова родилась 23 сентября 1924 года в московском районе Лефортово, в семье медиков Николая и Лидии Ивановых.  Отец, служивший военным врачом в Лефортовском госпитале, умер когда Виктории было 3 года. Рано умерший отец любил музыку и потому, заметив природные данные дочери, мать всячески способствовала её музыкальному развитию.
Виктория окончила музыкальную школу по классу фортепиано. Затем училась вокалу у О. Ф. Славинской-Фёдоровской — сначала в училище, затем — в институте и аспирантуре музыкального института имени Гнесиных. После окончания с отличием ГМПИ им. Гнесиных в 1951 году стала солисткой Московской филармонии (до 1998).
Ия, как называли Викторию близкие, вышла замуж за своего одноклассника Юрия Петровича Матусова. «Он был человеком ярким, редкой остроты ума и с неиссякаемым чувством юмора, прекрасно знавшим мировую живопись и музыку».
У супругов родилась дочь — Екатерина. Вместе с матерью она выступала на радио дуэтом; пела в фильме-сказке «Морозко» (Настенька). Но в шестнадцатилетнем возрасте после операции на мозге дочь стала инвалидом. Вскоре от инфаркта умер супруг.
Последние пять лет жизни певица практически не выходила из дома — тяжелая болезнь не позволяла ей выступать. Жила она в Москве на Краснопрудной улице, д. 30/34.
Скончалась на 78-м году жизни 1 февраля 2002 года, в Москве. Похоронена на 7 участке Введенского кладбища в Москве.

## Творчество
Ещё в годы учёбы (с 1946) Виктория Иванова стала записываться на радио и в 1960-х годах приобрела широкую популярность как камерная и эстрадная певица с прозрачным, нежным тембром, со свободной и естественной вокализацией.
С первых выступлений на радио и на концертной эстраде складывался разнообразный репертуар певицы, который постоянно расширялся, обогащался и вошёл в золотой фонд записей Всесоюзного радио — на хранении в Телерадиофонде России находятся свыше 200 звукозаписей её исполнения. Репертуар Ивановой состоял из музыки разных эпох: классической, романтической, барочной. Это прежде всего М. И. Глинка, А. С. Даргомыжский, М. П. Мусоргский, Г. Шютц, И. С. Бах, Й. Гайдн, В. А. Моцарт, Л. Бетховен. Она пела камерные произведения Р. Шумана, Ф. Шуберта, И. Брамса, К. Дебюсси, Г. Малера. В её программах была старинная французская и английская музыка, русские старинные песни и романсы, произведения таких советских композиторов как Сергей Прокофьев, Зара Левина, Матвей Блантер, Исаак Дунаевский. Романс «Вам не понять моей печали» служил своеобразной визитной карточкой певицы. Как только это оказалось дозволенным, она стала петь весьма много старинной, религиозной и светской музыки.
Виктория Иванова не только пела по радио, но и выступала по телевидению, широко концертировала на родине и за рубежом (Болгария, Финляндия, Япония, Франция, Англия и другие страны). Певица выступала с такими выдающимися мастерами, как Д. Ойстрах, О. Эрдели, A. Любимов,  Н. Рабинович, B. Федосеев, Н. Гутман, О. Каган, английский дирижёр и композитор А. Роусторн.
Виктория Иванова записывала также песни для кинофильмов и мультфильмов: «Заноза», «Стрекоза», «Аленький цветочек», «Русалочка».

### Дискография
- 1965 — Виктория Иванова, сопрано : романсы. Оркестр русских народных инструментов Гостелерадио СССР, дир. В. Федосеев. - Москва : Мелодия.
- 1966 — Виктория Иванова, сопрано : романсы. Оркестр русских народных инструментов Гостелерадио СССР, дир. В. Федосеев. - Москва : Мелодия.
- 1967 — Поёт Виктория Иванова, сопрано : арии и песни. Камерный оркестр, худ. руководитель А. Готлиб. — Москва :  Мелодия.
- 1971 — Поёт Виктория Иванова, сопрано : песни И. Гайдна и Л. Бетховена. — Москва :  Мелодия.
- 1989 — Виктория Иванова, сопрано : старинные романсы, песни. Оркестр русских народных инструментов Гостелерадио СССР, дир. В. Федосеев. - Москва : Мелодия, Записи Всесоюзного радио 1960-х гг.
- 1989 — Виктория Иванова, сопрано : Ф. Шуберт (1797-1828). Песни. — Москва : Мелодия. Записи ВР 1966 (2,10), 1969 (1,3-9,11-14).

## Фильмография

### Озвучивание мультфильмов
- 1946 — Песенка радости
- 1948 — Серая Шейка
- 1949 — Машенькин концерт — Машенька
- 1950 — Когда зажигаются ёлки — Люся Иванова / Снегурочка
- 1953 — Непослушный котёнок
- 1955 — Необыкновенный матч — кукла Люся
- 1956 — Небесное созданье
- 1956 — Старые знакомые — кукла Люся
- 1958 — Кошкин дом — кошечка

### Вокал
- 1952 — Аленький цветочек — песня Настеньки «В эту пору в родимой сторонушке»
- 1952 — Валидуб — Маришка
- 1954 — Стрекоза — песня «Чудный май»
- 1957 — Заноза
- 1968 — Русалочка — Русалочка

## Современники о Виктории Ивановой
Близкая подруга певицы, Юлия Добровольская, так описывала Викторию Иванову:

От Бога — уникальный голос, голос-флейта, от себя — виртуозное владение им, повествующим о забавном и серьёзном, о грустном и радостном задушевно, задумчиво, насмешливо, кокетливо, строго, лукаво... Это были достигнутое истовым трудом мастерство и, конечно, женственность — лучистые голубые глаза, ослепительно белая кожа, серебристый смех, обезоруживающая улыбка.— Юлия Добровольская Моя подруга Виктория. O певице Виктории Ивановой // Чайка. Seagul magazine. — 2007. — № 7 (90).
Зара Левина писала о ней:

Виктория очень требовательна и «капризна». Её «капризы» — свойство художника, никогда не успокаивающегося на своём успехе. Иванова — тугодум. Она долго решает вопрос: петь или не петь предложенное ей произведение, и если она отказывается от исполнения не потому, что оно ей не нравится, это означает, что она не уверена в том, что сумеет донести до слушателя романс, песню… Её всегда можно узнать. Чистота интонаций, хрустальное звучание, благородная интерпретация, хороший вкус… На Иванову часто обижаются композиторы и даже начальство: „Мало поёт!“ Но имя её очень популярно. Она не поёт того, в чём не чувствует внутренней необходимости.— Чемберджи В.. В доме музыка жила. — М.: Аграф, 2002. — С. 209—210.
Любовь Казарновская отмечала: 

… прослушав снова голос Виктории Николаевны Ивановой, поняли, что действительно такого искусства, такого исполнителя на камерных сценах, наверное, сегодня в России нет, к большому нашему сожалению … сегодня нет личностей — ни в тембрах, ни в исполнительском стиле. Их практически нет, их не воспитывают…— Виктория Иванова — великая камерная певица России
Виктор Астафьев:

Несчастья, да все оглушающие, сыпались одно за другим на певицу. Веселый и загадочный муж ухайдакал-таки себя, оставив жену с тяжко больной, взрослой дочерью и на пределе уже век доживающей свекровью.

А певица-то в самом расцвете творческого дарования, и её ангельски-невинный, в душу проникающий голосок часто звучит по радио, реденько в концертных залах. Выступавшая с триумфальным успехом в парижах, римах и берлинах, она, чтоб не потерять вакансию в «Москонцерте», значит, и кусок хлеба, мотается по заштатным городам отечества нашего, где уже начался разгул громовопящей эстрады… 
— Тетрадь 6. Последняя народная симфония 

## Звания и награды
1958 — Лауреат Всесоюзного конкурса.

1973 — Присвоено звание заслуженной артистки РСФСР.

2000 — Награждена орденом Почёта.

## Рекомендуемая литература
- Виктория Иванова. Такой она живет в наших сердцах // Елена Фабиановна Гнесина. Воспоминания современников / М. Риттих. — 2-е изд.. — М.: «Практика», 2003. — С. 249—250. — ISBN 5-89816-038-8.
- Мария Юдина. Переписка М. Юдиной и В. Ивановой // В искусстве радостно быть вместе: переписка 1959—1961 гг / А. М. Кузнецов. — М.: РОССПЭН, 2009. — Т. 4. — С. 344—346.